# Il rapido sviluppo
Il rapido sviluppo (česky Rychlý rozvoj) je italský název apoštolského listu, který podepsal papež Jan Pavel II. 24. ledna 2005. Je určen především těm, kteří se zabývají komunikací.
Dopis podepsal 24. ledna, v den svátku svatého Františka Saleského, patrona novinářů. Při příležitosti 40. výročí vydání dekretu Inter Mirifica („Prostředky sociální komunikace“) z roku 1963 papež Jan Pavel II. píše o tom, jak je poselství obsažené v dekretu Inter Mirifica posíleno rozvojem technických vynálezů. Jezuitský časopis America označil tento dokument za „nejautoritativnější papežské prohlášení o církvi a komunikaci za posledních téměř 50 let“ a jeho cílem je, aby církev věnovala „pozornost kultuře vytvořené komunikačními prostředky“.
Dokument naznačuje, že internet je pro církev příležitostí, nikoliv jen nebezpečím. Nové komunikační prostředky pomohly vytvořit „globální vesnici“ a věřící musí využít jeho možností, ale využívat je „eticky a zodpovědně“. Správná komunikace je morálním činem a Kristus je příkladem komunikátora, který využíval všechny dostupné prostředky k šíření evangelia: Podle shrnutí Johna Fagana „média pomáhají církvi šířit evangelium a náboženské hodnoty, podporují dialog a spolupráci a hájí morální a etické zásady“ církve.

## Pozadí
Papež Jan Pavel II. byl vždy fascinován masmédii a využíval je, zejména při svých četných cestách po světě, k posílení obrazu církve; francouzský filozof Jacques Derrida označil papežovy cesty za „hegemonickou formu svědectví a zpovědi“. Rychlý rozvoj je podle Warrena Kappelera třeba chápat jako dokumentaci papežova zájmu o masová média a jako snahu přimět církev k zamyšlení nad jejich významem a možnostmi. Význam médií pro šíření poselství církve vnímal i nástupce Jana Pavla II, jak poznamenal kardinál John Patrick Foley, tehdejší předseda Papežské rady pro sdělovací prostředky. Foley poznamenal, „že poslední významný dokument papeže Jana Pavla II... se týkal tématu komunikace a že jedna z prvních audiencí, kterou Benedikt XVI. poskytl, byla určena pracovníkům v oblasti komunikace, kteří (sic) informovali o pohřbu Jana Pavla II. a o jeho vlastním zvolení a prvních dnech ve funkci papeže“.

## Shrnutí

### 1. Významný pokrok po vydání dekretuInter Mirifica
Papež vysvětluje, že církev je povolána šířit evangelium a poselství spásy pomocí současných komunikačních prostředků, které jsou „dnes více než kdy jindy“, důležitou součástí 21. století. Papež Jan Pavel II. pak vysvětluje, že žijeme ve „věku globální komunikace“, kdy jsme vystaveni působení různých hromadných sdělovacích prostředků. Papež Jan Pavel II. naznačuje, že masmédia informují o událostech pravdivě a přesně, a to prostřednictvím kompletní analýzy a poskytováním různých názorů publiku.

### 2. Reflexe evangelia a misijní závazek
Papež naznačuje, že i masmédia potřebují být zachráněna Kristem. Papež Jan Pavel II. vysvětluje, že osobní a společenský dialog byl ovlivněn hříchem, který následně způsobuje, že lidstvo trpí díky odloučení člověka od Krista. List dále nastiňuje skutečnost, že „komunikace mezi Bohem a lidstvem tak dosáhla své dokonalosti ve Slově, které se stalo tělem.“ Papež Jan Pavel II. svým čtenářům ilustruje, že vtělené Slovo, Ježíš, poskytlo mnoho příkladů komunikace, například vysvětlování Písma kázáním lidem buď na ulicích, nebo na horách, což jsou všechno příklady komunikace s Bohem a lidstvem. Církev používá komunikaci jako nástroj k šíření „radostného poselství spásy“.

### 3. Změna mentality a pastorační obnova
Papež uvádí, že církev využívá komunikaci k šíření náboženských hodnot a zásad a k ekumenickému a mezináboženskému dialogu. Papež Jan Pavel II. doporučuje, aby ti členové církevního společenství, kteří „pracují ve sdělovacích prostředcích, byli povzbuzováni pastorační obezřetností a moudrostí“, aby byli schopni profesionálně pracovat v rámci masmédií. S rozvojem masmédií je církev podněcována „k jakési pastorační a kulturní revizi“. Pastýři mají odpovědnost pokračovat v hlásání evangelia, aby nadále pronikalo do společnosti. Nové technologie, jako je internet, slouží pastoračnímu společenství, ale papež Jan Pavel II. zdůrazňuje význam tradičních komunikačních prostředků, jako jsou nové noviny, publikace, televize a rozhlas, které je třeba používat v církevním společenství. Čtenářům připomíná, že cílem, využití komunikace jako nástroje, je zdůraznit etickou a morální stránku informací. Církev také slouží jako místo, kde mohou ti, kdo pracují s médii, obnovovat a rozvíjet své schopnosti řešit „napětí a etická dilemata, která se objevují při jejich každodenní práci“.

### 4. Masmédia, křižovatka velkých společenských otázek
Papež vyzývá církev, aby působila jako učitelka lidstva v jeho povinnostech, aby mu poskytovala pokyny a připravovala ho na rychlý rozvoj v oblasti sociální komunikace, a to způsobem, který je v souladu s Bohem a s vírou církve. Dnešní sdělovací prostředky praktikují extrémní formu vlivu na způsob života lidí, jejich úsudky, budoucí jednání, postoje a názory – proto se uvádí, že tato komunikace sdělovacích prostředků musí být regulována a řízena organicky z „hlediska formace a etické odpovědnosti“. Papež Jan Pavel II. klade velký důraz na ochranu důstojnosti člověka při používání médií, což bude vyžadovat pozitivní vývoj, který bude mít jasnou strukturu, neboť média neposkytují pouze pouhou zábavu, ale mají úzké vazby na všechny oblasti lidského života, tj. politiku, ekonomiku, kulturu. Existují tři „základní možnosti“, před kterými dnes církev a její členové stojí: formace, participace a dialog. Nejprve je třeba pozorně sledovat a filtrovat formaci médií, jako je např. formování nového slovníku, který se široce používá v médiích a pak se šíří do běžného jazyka. Papež Jan Pavel II. poznamenává, že bez „náležité formace“ by média již nesloužila lidstvu, ale formovala by naše názory a myšlení. V tomto ohledu se to týká především mladé generace, která by potřebovala kritickou a zodpovědnou výchovu k používání médií (§ 11). Zadruhé se vybízí k opravdové účasti všech členů, přičemž papež vyzývá ke „kultuře spoluodpovědnosti“ vůči zacházení s médii. Nakonec je zdůrazněna úloha hromadných sdělovacích prostředků při podpoře dialogu a jako nástroje vzájemného poznání. Tato funkce je však jako dvousečná zbraň v tom smyslu, že pokud je použita k dobrému účelu, může se stát nejmocnějším nástrojem šíření míru a porozumění mezi lidmi, nebo „ničivou zbraní“, pokud by byla použita negativním způsobem. Papež Jan Pavel II. se odvolává na své předchůdce, kteří o takových vlastnostech médií, s nimiž se dnes setkáváme, hovořili, jako například Pius XII., který uznával hodnotu veřejného mínění uvnitř církve a vůči církvi, které je silným rysem mediální komunikace. Také podle Kodexu kanonického práva z roku 1983 má každý právo vyjádřit svůj názor. Jan Pavel II. tedy čtenářům říká, že jeho cílem sepsání takového dokumentu o médiích dnes není úplná kontrola a nátlak nad myšlením a názory lidí. Ačkoli církev nesmí ponechat prostor pro svévolný výklad víry, v žádném případě nepropaguje absolutní moc církve – spíše poznamenává, že v církvi se cení dialog mezi věřícími. Jan Pavel II. dále rozvádí podporu dialogu, nicméně poznamenává, že ačkoli je církev otevřená všem, nastanou chvíle, kdy je pro dobro všech zapotřebí „přiměřené utajení“.

### 5. Komunikovat s mocí Ducha svatého
Jak je uvedeno v nadpisu, papež vybízí k aktivnímu zapojení jednotlivce do hledání pomoci Ducha svatého, když čelí výzvám, které přináší nebo posiluje mediální komunikace, tj. snaha o moc, bohatství, zrod konfliktů a rivality a lidská slabost. Moderní pomůcky a technologie rostou rychlým pastem a zasahují národy stále hlouběji při formování myšlení dnešních lidí. Jan Pavel II. varuje, že rozšíření a růst médií je sice chvályhodný, ale na druhé straně vzal jednotlivcům vztah, který byl mezi myslí a rozumem a srdcem a srdcem. K poslednímu kousku dokumentu uvádí Jan Pavel II. oprávněné příklady a postavy komunikace v dějinách spásy, jako jsou Ježíš Kristus a apoštol Pavel. Ježíš je dokonalý komunikátor Otce, který učí, „že komunikace je morální čin. Apoštol Pavel dává rady těm, kdo se zabývají komunikací, když píše: Proto odložte lež a mluvte pravdu, každý se svým bližním, neboť jsme údy jedni druhých – Ef 4, 25–29 (Kral, ČEP)“. Nakonec papež nabádá členy církve: „Nebojte se“. Média jsou jen dalším Božím výtvorem, který nám „dal k dispozici, abychom objevovali, používali a dávali poznat pravdu... o jeho věčném království“, a není důvod, aby se věřící jednotlivci báli útoků a odmítání ze strany světa, protože Ježíš svět přemohl – Jan 16, 33 (Kral, ČEP). Úkolem, který zbývá udělat se všemi sociálními médii a komunikačními prostředky, s nimiž se dnes lidstvo setkává, je předávat Boží poselství a propagovat Kristovu naději, milost a lásku. Mediální nástroje jsou pouhými nástroji tohoto světa, ale věčná perspektiva nebe je perspektivou, kterou „žádné komunikační médium“ nikdy nemůže zprostředkovat.
Využívání technik a technologií současné komunikace je nedílnou součástí poslání [církve] ve třetím tisíciletí.
— Il rapido sviluppo, §2